# Berry Pomeroy
Berry Pomeroy es una aldea y parroquia civil en el distrito de South Hams, Devon, Inglaterra, situada a 2 millas (3 km) al este de la ciudad de Totnes. La parroquia está rodeada en sentido horario desde el norte por las parroquias de Ipplepen, Marldon, Torbay (autoridad unitaria), Stoke Gabriel, Ashprington, Totnes y Littlehempston. En 2001, su población era de 973 habitantes, descendiendo desde los 1,193 habitantes en 1901. El acceso principal por carretera es a través de la carretera A385 entre Paignton y Totnes, que atraviesa la parroquia, al sur del pueblo.

## Historia
Berry Pomeroy fue el centro de la gran baronía feudal de Berry Pomeroy, que fue mantenida en la época del Libro Domesday (1086) por Ralph de Pomeroy. La familia Pomeroy retuvo la baronía hasta 1547.
Se dice que Guillermo de Orange celebró su primer parlamento en la Casa del Parlamento en Longcombe, dentro de la parroquia, después de desembarcar en Brixham al comienzo de la Revolución Gloriosa en noviembre de 1688. Más tarde, fue recibido en el Castillo de Berry Pomeroy por Sir Edward Seymour, tercer Baronet.
Entre 1681 y 1834, el pueblo fue atendido por solo tres vicarios: John Prince, John Fox y John Edwards.
Durante la Segunda Guerra Mundial, soldados estadounidenses estuvieron estacionados en el pueblo durante la preparación para el Día D y fueron alojados en tiendas de campaña frente a la iglesia, donde se exhiben objetos de esa época. Veteranos estadounidenses visitaron Berry Pomeroy para el 60 aniversario de la invasión.
El 5 de octubre de 2019, más de cincuenta personas resultaron heridas cuando un autobús de dos pisos volcó a gran velocidad en la carretera A385 en la parroquia.

## Castillo de Berry Pomeroy
El Castillo de Berry Pomeroy, ubicado aproximadamente a una milla al noreste del pueblo, fue construido como el hogar de la familia Pomeroy probablemente a fines del siglo XV. En 1548 fue vendido a Edward Seymour, primer duque de Somerset. El castillo fue abandonado a finales del siglo XVII y más tarde fue considerado una "ruina romántica" por los victorianos. Aún es propiedad del Duque de Somerset, pero ahora es mantenido por English Heritage. El castillo ha sido citado a menudo como el castillo más embrujado de Gran Bretaña.

## Parroquia

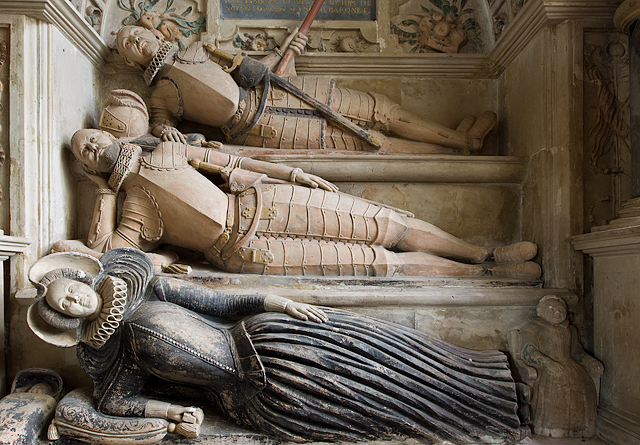
El monumento a la familia Seymour.

La Iglesia de Santa María, en el pueblo, tiene una pantalla de coro de cuarenta y dos pies de largo. Descrita por Pevsner como "una de las más perfectas de Devon", es inusual en ser completa desde las paredes norte hasta las paredes sur y también en conservar su cornisa original, guarnición y crestería. El revestimiento de madera tiene figuras pintadas. Las ventanas de vidrio coloreado incluyen algunos fragmentos antiguos reubicados, pero son más notable por los paneles de Christopher Whall (1897 y 1908) y por su hija, Veronica Whall (1926).
Los monumentos en la iglesia incluyen un sepulcro de Sir Richard Pomeroy (fallecido en 1496) y su esposa. También un monumento de 1613 a Lord Edward Seymour (fallecido en 1593) y su hijo, y nuera. El tallado de sus figuras fue descrito por Pevsner como "asombrosamente ingenuo".
Una exhibición en recuerdo de eventos de Segunda Guerra Mundial se encuentra dentro de la iglesia.
La iglesia aparece en la escena final de la boda de la película "Sentido y Sensibilidad" de Ang Lee en 1995.

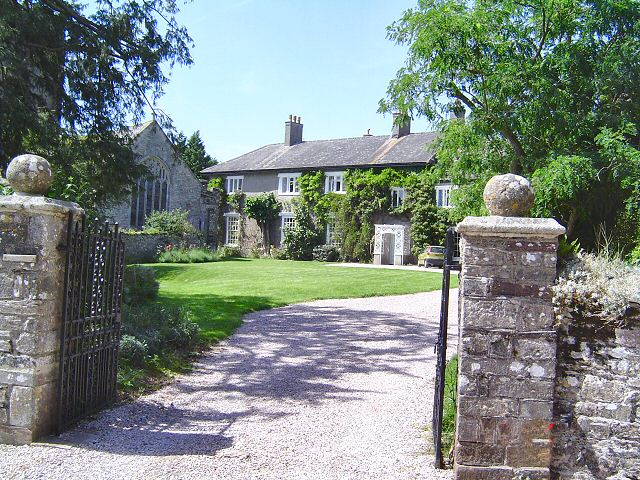
Manor House - Berry Pomeroy.

## SigloXIX
El Consejo Parroquial de Berry Pomeroy se reúne en el Salón del Pueblo, junto a la Escuela Primaria Parroquial de Berry Pomeroy. Berry Pomeroy, junto con los pueblos cercanos, forma parte del distrito electoral de East Dart, que está representado por un concejal en el Consejo del Distrito de South Hams.
Berry Pomeroy también se encuentra dentro del Área de Belleza Natural Destacada (AONB) del Sur de Devon.
Para celebrar el Milenio en 2000, se erigió un nuevo banco frente al Monumento a los Caídos, y cada verano se celebra una fiesta en los terrenos de la casa señorial junto a la iglesia, que incluye danzas alrededor del maypole, tés con crema de Devonshire y un tiro al coco.
En 2005, Berry Pomeroy revivió el "Día de la Reina", el aniversario del acceso al trono de Isabel I de Inglaterra el 17 de noviembre. Las celebraciones comienzan con vísperas en la iglesia parroquial y culminan con una hoguera en el campo adyacente, sobre la cual se quema una efigie de Satanás.